# Д-4 «Революціонер»

Схема підводного човна типу «Декабрист»

| Д-4 «Революціонер»                             | Д-4 «Революціонер»                                                        | Д-4 «Революціонер»                                                        |
| ---------------------------------------------- | ------------------------------------------------------------------------- | ------------------------------------------------------------------------- |
|                                                |                                                                           |                                                                           |
|                                                |                                                                           |                                                                           |
| Зображення підводного човна Д-4 «Революціонер» |                                                                           |                                                                           |
| Під прапором                                   | Військово-морський флот СРСР                                              | Військово-морський флот СРСР                                              |
| Спуск на воду                                  | 6 квітня 1930 року                                                        | 6 квітня 1930 року                                                        |
| Виведений зі складу флоту                      | 30 грудня 1930 року                                                       | 30 грудня 1930 року                                                       |
| Сучасний статус                                | На початку грудня 1943 року зник безвісти в Чорному морі південніше Криму | На початку грудня 1943 року зник безвісти в Чорному морі південніше Криму |
| Проєкт                                         |                                                                           |                                                                           |
| Тип ПЧ                                         | Торпедний ДПЧ                                                             | Торпедний ДПЧ                                                             |
| Розробник проєкту                              | завод № 198 (імені Марті), Миколаїв                                       | завод № 198 (імені Марті), Миколаїв                                       |
| Головний конструктор                           | Б. М. Малінін                                                             | Б. М. Малінін                                                             |
| Основні характеристики                         |                                                                           |                                                                           |
| Швидкість (надводна)                           | 11,3 вузлів                                                               | 11,3 вузлів                                                               |
| Швидкість (підводна)                           | 8,9 вузлів (економічна 2,9 вуз.)                                          | 8,9 вузлів (економічна 2,9 вуз.)                                          |
| Робоча глибина занурення                       | 75 м                                                                      | 75 м                                                                      |
| Гранична глибина занурення                     | 90 м                                                                      | 90 м                                                                      |
| Автономність плавання                          | 40 діб                                                                    | 40 діб                                                                    |
| Екіпаж                                         | 53 особи                                                                  | 53 особи                                                                  |
| Розміри                                        |                                                                           |                                                                           |
| Довжина найбільша (по КВЛ)                     | 76 м                                                                      | 76 м                                                                      |
| Ширина корпусу найб.                           | 6,5 м                                                                     | 6,5 м                                                                     |
| Висота                                         | 9,6 м                                                                     | 9,6 м                                                                     |
| Середня осадка (по КВЛ)                        | 3,8 м                                                                     | 3,8 м                                                                     |
| Водотоннажність надводна                       | 933 т                                                                     | 933 т                                                                     |
| Озброєння                                      |                                                                           |                                                                           |
| Артилерія                                      | 1 × 102-мм Б-2 1 × 45-мм напівавтоматична 21-К                            | 1 × 102-мм Б-2 1 × 45-мм напівавтоматична 21-К                            |
| Торпедно- мінне озброєння                      | 6 носових і 2 кормових ТА 14 торпед                                       | 6 носових і 2 кормових ТА 14 торпед                                       |

Д-4 «Революціонер» — радянський великий дизель-електричний підводний човен серії I, типу «Декабрист», що входив до складу Військово-морського флоту СРСР за часів Другої світової війни. Закладений 14 квітня 1927 року на верфі заводу № 198 (імені Марті), у Миколаєві під будівельним номером 27/192. 6 квітня 1930 року спущений на воду. 30 грудня 1930 року корабель увійшов до строю, а 5 січня 1931 року включений до складу Морських сил Чорного моря. Першим командиром став В. С. Сурин.

## Історія служби
З 11 січня 1935 року Д-4 «Революціонер» входив до складу Чорноморського флоту ВМФ СРСР. 18-21 жовтня 1933 року здійснив візит до Стамбулу (Туреччина).
У період з грудня 1938 по 27 вересня 1941 року пройшов на заводі «Севморзавод» у Севастополі модернізацію і капітальний ремонт.
22 червня 1941 року підводний човен зустрів під командуванням капітан-лейтенанта Йосипа Ізрайлевича у складі 2-го дивізіону 1-ї бригади ПЧ ЧФ. По завершенню ремонту 27 вересня 1941 року, «Д-4» разом з іншими човнами дивізіону перебазувався в Поті, звідки 29 вересня 1941 року вперше вийшов на бойове патрулювання, зайнявши дозорну позицію в районі на південний захід від Севастополя (позиція № 2). Зустрічей з кораблями противника підводний човен не мав. Увечері 10 жовтня «Д-4» прибув до Севастополя.
Надалі діяв на комунікаціях противника біля берегів Румунії, Болгарії та Криму, у травні-червні 1942 року активно залучався до оборони Севастополя.
Загалом за часи війни Д-4 «Революціонер» здійснив 16 бойових походів, у ході яких провів 6 атак з випуском 19 торпед. 20 березня 1943 року потопив болгарський пароплав «Родина» (4158 БРТ), 10 серпня 1943 року транспорт «Boy Peddersen» (колишній радянський «Харків», 6689 БРТ), 20 серпня 1943 року болгарський пароплав «Варна» (2141 БРТ) та 23 листопада 1943 року транспорт «Santa Fe» (4627 БРТ).
На початку грудня 1943 року човен зник безвісти в Чорному морі південніше Криму; останній раз його спостерігав інший радянський підводний човен Щ-209. 29 грудня 1943 року підводний човен виключений зі складу ВМФ.